# SoundCloud
SoundCloud (транскр. Саундклауд) онлајн је веб-сајт платформа за аудио-дистрибуцију и дељење музике са седиштем у Берлину. Корисници имају могућност да отпреме, уреде и поделе аудио снимке.